# Вкладной билет
Вкладной билет — свидетельство, выдаваемое банком в приёме от вкладчика известной суммы денег на определённый срок или без срока с обозначением размера процентов, которые банк обязывается выплачивать по вкладу.
Вкладные билеты выдаются именные и на предъявителя.
Выдача вклада из банка обусловливается предъявлением вкладного билета.
Вероятно,  термин «вкладной билет» применялся в XIX веке. Сейчас, возможно, понятие «вкладной билет» устарело.